# Milva canta Merini
Milva canta Merini, pubblicato nel 2004, è un album della cantante italiana Milva.

## Descrizione
L'album rappresenta la messa in musica di alcune celebri poesie della poetessa contemporanea Alda Merini. La musica è composta da Giovanni Nuti.
Le poesie musicate sono quasi tutte state pubblicate nel corso degli anni novanta: Prima di venire è invece del 2003 e rappresenta un omaggio a Vincenzo Mollica, mentre Gli occhi di Milva è un componimento inedito che la poetessa ha dedicato alla cantante.
Nello stesso anno dell'uscita del cd, il 2004, Milva ha presentato il lavoro in coppia col compositore Giovanni Nuti ed Alda Merini al Piccolo Teatro di Milano, nella sede del Teatro Strehler. Le repliche si sono avute anche nel 2005.

## Tracce
1. Gli occhi di Milva
2. Sono nata il 21 a primavera
3. Nella notte che geme il tuo patire
4. Gli inguini
5. Canzone dell'uomo infedele
6. I sandali
7. Prima di venire
8. Johnny Guitar
9. La terra santa (recitata da Alda Merini)
10. Spazio
11. L'albatros

## Formazione
- Milva – voce
- Lucio Fabbri – arrangiamenti, tastiere, chitarra, violino, viola, mandolino
- Massimo Germini – chitarra (in Spazio)
- Stefano Cisotto – sintetizzatore
- Giovanni Nuti – pianoforte, sintetizzatore (in Canzone dell'uomo infedele, La terra santa, Spazio)
- Luca Gabbiani – contrabbasso (in Spazio)
- Simone Rossetti Bazzaro – violino (in Spazio)
- Andrea Anzalone – violoncello